# Billbergia lymanii
Billbergia lymanii é uma espécie de planta do gênero Billbergia e da família Bromeliaceae. 

## Taxonomia
A espécie foi descrita em 1984 por Edmundo Pereira e Elton Martinez Carvalho Leme. 
O seguinte sinônimo já foi catalogado:  
- Billbergia lymanii angustifolia  E.Pereira & Leme

## Forma de vida
É uma espécie epífita, rupícola e herbácea. 

## Descrição
| Caule                                  | Caule                                                                    |
| -------------------------------------- | ------------------------------------------------------------------------ |
| propagação vegetativa                  | por estolão                                                              |
| Folha                                  |                                                                          |
| em roseta                              | infundibuliforme                                                         |
| forma das lâmina foliar                | linear/lanceolada                                                        |
| consistência da lâmina foliar          | cartácea                                                                 |
| cor da lâmina foliar                   | verde/verde com estria transversal alvo lepidota na face abaxial/vinácea |
| margem foliar                          | com acúleo inconspícuo                                                   |
| Inflorescência                         |                                                                          |
| ramificação                            | simples                                                                  |
| posição do pedúnculo                   | ereto                                                                    |
| forma da bráctea do pedúnculo          | elíptica/lanceolada                                                      |
| cor da bráctea do pedúnculo e primária | rósea/vermelha                                                           |
| indumento no pedúnculo e raque         | presente                                                                 |
| bráctea floral                         | evidente                                                                 |
| Flor                                   |                                                                          |
| pedicelo                               | ausente                                                                  |
| forma do ovário                        | cilíndrico                                                               |
| sulco no ovário                        | ausente                                                                  |
| simetria das sépalas                   | assimétrica                                                              |
| posição da pétala                      | ereta com ápice recurvado na antese                                      |
| cor das sépalas                        | vermelha                                                                 |
| cor das pétalas                        | vermelha com ápice azul                                                  |
| inserção das anteras                   | dorsifixa                                                                |

## Conservação
A espécie faz parte da Lista Vermelha das espécies ameaçadas do estado do Espírito Santo, no sudeste do Brasil. A lista foi publicada em 13 de junho de 2005 por intermédio do decreto estadual nº 1.499-R. 

## Distribuição
A espécie é encontrada nos estados brasileiros de Espírito Santo, Minas Gerais e Rio de Janeiro. 
A espécie é encontrada no domínio fitogeográfico de Mata Atlântica, em regiões com vegetação de vegetação sobre afloramentos rochosos.